# Cerianthus mortensi
Cerianthus mortensi är en korallart som beskrevs av Oscar Henrik Carlgren 1924. Cerianthus mortensi ingår i släktet Cerianthus och familjen Cerianthidae. Inga underarter finns listade i Catalogue of Life.